# Хаммаршёльды
Хаммаршёльды (швед. Hammarskjöld — «кованый щит», то есть металлический щит, изготовленный методом ковки) — древний шведский дворянский род.

## Основатель рода
Основатель рода Хаммершёльдов — Педер (Пер) Микаэльссон (Peder Mikaelsson, ок. 1560—1646), про которого известно, что в 1598 году он сражался в Битве у Стонгебру на стороне Сигизмунда III, попал в плен к Карлу Сёдерманландскому (будущему королю Швеции Карлу IX), но избежал казни. Служил Карлу IX, а в 1610 году был посвящён в рыцари под именем Hammarsköld.

## Потомки Педера Микаэльссона
Некоторые потомки Педера Микаэльссона Хаммаршёльда (если указана должность, то наиболее высокая из тех, которые они занимали):
- дети:

- Пер Хаммаршёльд (швед. Per Hammarskjold, 1614—1671),
- Арвид Хаммаршёльд (швед. Arvid Hammarskjöld, 1626—1678), майор,
- Катарина Хаммаршёльд (швед. Catharina Hammarskjöld, ? — ок. 1684),

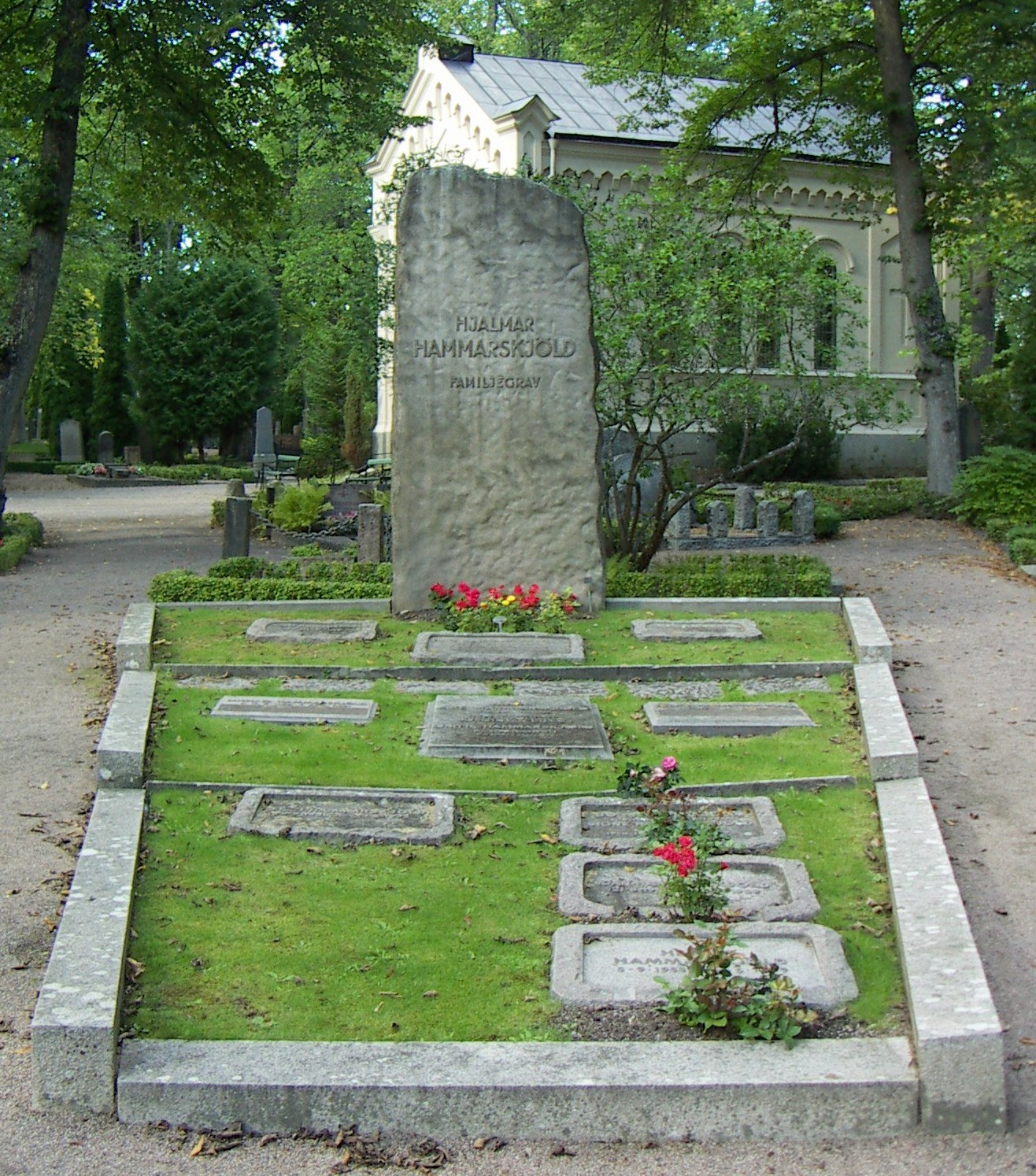
Семейная могила Хаммаршёльдов на старом кладбище города Уппсала.
У подножия памятника Яльмару Хаммаршёльду лежит плита на могиле его младшего сына Дага Хаммаршёльда, Генерального секретаря ООН

- внук — Карл Густав Хаммаршёльд (швед. Carl Gustaf Hammarskjöld, 1662—1729), полковник,
- правнук — Карл Хаммаршёльд (швед. Carl Hammarskjöld, 1694—1774),
- праправнук — Карл Густав Хаммаршёльд (швед. Carl Gustaf Hammarskjöld, 1729—1799), капитан, камергер,
- прапраправнуки:

- Карл Оке Хаммаршёльд (швед. Carl Åke Hammarskjöld, 1768—1848), сквайр,
- Лоренцо Хаммаршёльд (1785—1827), писатель, историк литературы и искусства, литературный критик,

- прапрапраправнук — Кнут Вильгельм Хаммаршёльд (швед. Knut Wilhelm Hammarskjöld, 1818—1891), лейтенант,
- прапрапрапраправнуки:

- Карл Хаммаршёльд (1838—1898), президент Шведской королевской академии наук в 1893—1894,
- Хуго Хаммаршёльд (1845—1937), военный и политический деятель,
- Яльмар Хаммаршёльд (1862—1953), премьер-министр Швеции в 1914—1917,
- Карл Густав Хаммаршёльд (1865—1940), военный министр Швеции в 1920—1921,

- прапрапрапрапраправнуки:

- Бу Хаммаршёльд (1891—1974), государственный деятель,
- Оке Хаммаршёльд (1893—1937), юрист, дипломат,
- Даг Хаммаршёльд (1907—1961), Генеральный секретарь ООН в 1953—1961.

Семейная могила представителей рода Хаммаршёльдов, связанных близкими родственными узами с Яльмаром Хаммаршёльда, находится на старом кладбище Уппсалы. Здесь похоронены сам Яльмар Хаммаршёльд, его супруга и их четверо детей, включая Дага Хаммаршёльда.